# چوب‌خوارزنبورواران
چوب‌خوارزنبورواران (نام علمی: Siricoidea) نام یک بالاخانواده از زیرراسته اره‌مگس است.